# 克拉克斯頓高地-葡萄園 (華盛頓州)
克拉克斯頓高地-葡萄園（英文：Clarkston Heights-Vineland），是美国华盛顿州阿索廷县下属的一個普查规定居民点，是刘易斯顿都會統計區的一部分。2010年美国人口普查時人口有6,323人。